# Nemania minutula
Nemania minutula är en svampart som först beskrevs av Penz. & Sacc., och fick sitt nu gällande namn av Y.M. Ju & J.D. Rogers 1999. Nemania minutula ingår i släktet Nemania och familjen kolkärnsvampar.   Inga underarter finns listade i Catalogue of Life.